# Okreč
Okreč bosnyák falu Bosznia-Hercegovinában, a Bosznia-hercegovinai Föderáció Una-Szanai kantonjában, Sanski Most községben. 

## Fekvése
Bosznia-Hercegovina északnyugati részén, Bihácstól légvonalban 51, közúton 76 km-re keletre, Sanski Mosttól légvonalban 12, közúton 14 km-re északnyugatra fekvő dombos, erdős területen, a Sanski Most - Bosanski Novi regionális úton található. Határában ered a Suhača-patak, mely 7 km megtétele után Donji Kamengradnál ömlik a Blijába.

## Népessége
| Nemzetiségi csoport | Népesség 1991 | Népesség 2013 |
| ------------------- | ------------- | ------------- |
| Szerb               | 0             | 0             |
| Bosnyák             | 1096          | 1020          |
| Horvát              | 2             | 1             |
| Jugoszláv           | 0             | 0             |
| Egyéb               | 6             | 0             |
| Összesen            | 1104          | 1021          |

## Története
Az okreči muszlim gyülekezet magában foglalja Haradine, Malovčići, Brižina és Baščica falvakat is. A gyülekezetnek 170 háztartása és egy mecsete is van, amely még a 20. század elején épült. A mecset a boszniai háború során teljesen elpusztult, de a háború után újjáépítették és 2003. június 7-én újra megnyitották. Eddig a következő imámok szolgáltak Okrečben: Husein Ljubijankic; Subasic efendi; Idriz Mukhtars; Maid  Bradarić; Edin Borić és a gyülekezet jelenlegi imámja, Hasan Džafić efendi. A gyülekezet ingatlanvagyona a mecsetből, az imámházból, temetőkből és több szántóból áll.

## Nevezetességei
A falu mecsete a 20. század elején épült, a boszniai háborúban a szerbek lerombolták, de a háború után a helyi hívek újjáépítették.